# Лижне двоборство на зимових Олімпійських іграх 2022
Змагання з лижного двоборства на зимових Олімпійських іграх 2022 в Пекіні тривали з 9 по 17 лютого в центрі біатлону та лижного двоборства Куяншу. Це єдиний вид спорту на зимових Олімпійських іграх, в якому не розігруються медалі серед жінок.
В рамках змагань розіграно 3 комплекти нагород.

## Кваліфікація
За підсумками кваліфікаційних змагань олімпійські ліцензії отримали 55 спортсменів, при цьому максимальна квота для одного олімпійського комітету складає 4 спортсмени.

## Розклад
Увесь час (UTC+8)
| Дата      | Старт | Змагання                   |
| --------- | ----- | -------------------------- |
| 9 лютого  | 16:00 | Нормальний трамплін        |
| 9 лютого  | 19:00 | Перегони на 10 км          |
| 15 лютого | 16:00 | Великий трамплін           |
| 15 лютого | 19:00 | Перегони на 10 км          |
| 17 лютого | 16:00 | Командний великий трамплін |
| 17 лютого | 19:00 | Естафета 4×5 км            |

## Чемпіони та медалісти

### Таблиця медалей
| Місце              | Країна             | Золото | Срібло | Бронза | Загалом |
| ------------------ | ------------------ | ------ | ------ | ------ | ------- |
| 1                  | Норвегія           | 2      | 2      | 0      | 4       |
| 2                  | Німеччина          | 1      | 1      | 0      | 2       |
| 3                  | Японія             | 0      | 0      | 2      | 2       |
| 4                  | Австрія            | 0      | 0      | 1      | 1       |
| Загалом (4 збірні) | Загалом (4 збірні) | 3      | 3      | 3      | 9       |

### Дисципліни
| Дисципліна                          | Золото                                                                         | Золото  | Срібло                                                                  | Срібло  | Бронза                                                                | Бронза  |
| ----------------------------------- | ------------------------------------------------------------------------------ | ------- | ----------------------------------------------------------------------- | ------- | --------------------------------------------------------------------- | ------- |
| Особисті, великий трамплін/10 км    | Єрген Гробак · Норвегія                                                        | 27:13.4 | Єнс Лурос Офтебру · Норвегія                                            | 27:13.7 | Ватабе Акіто · Японія                                                 | 27:13.9 |
| Особисті, нормальний трамплін/10 км | Фінценц Гайгер · Німеччина                                                     | 25:07.7 | Єрген Гробак · Норвегія                                                 | 25:08.5 | Лукас Грайдерер · Австрія                                             | 25:14.3 |
| Командні, великий трамплін/4 x 5 км | Норвегія · Еспен Б'єрнстад · Еспен Андерсен · Єнс Лурос Офтебру · Єрген Гробак | 50:45.1 | Німеччина · Мануель Файст · Юліан Шмід · Ерік Френцель · Фінценц Гайгер | 51:40.0 | Японія · Йосіто Ватабе · Хідеакі Наґаї · Ватабе Акіто · Рьота Ямамото | 51:40.3 |

## Виноски
1. ↑  Olympic Nordic Combined Schedule | Beijing 2022 Olympics. Olympics.com. Архів оригіналу за 11 січня 2022. Процитовано 17 січня 2022.